# Xanthophryne koynayensis
Xanthophryne koynayensis es una especie de anfibio anuro de la familia Bufonidae.

## Distribución geográfica
Esta especie es endémica del estado de Maharashtra en la India. Habita en el valle de Koyna entre los 900 y 1200 m sobre el nivel del mar en los Ghats occidentales.

## Etimología
El nombre de la especie está compuesto de koyna(y) y del sufijo latino -ensis que significa "que vive, que habita", y le fue dado en referencia al lugar de su descubrimiento, una aldea en el distrito de Satara en el Koyna, un Río Krishná.

## Publicaciones originales
- Soman, 1963: A new Bufo from Maharashtra. Journal of Biological Science of Bombay, vol. 6, p. 73-74[4]
- Grandison & Daniel, 1964: Description of a new species of toad (Anura : Bufonidae) from Satara district, Maharashtra, Delhi. Journal of the Bombay Natural History Society, vol. 61, p. 192-194.